# Каньчуга
Каньчу́га (Канчуга, пол. Kańczuga) — місто в Надсянні (південно-східній Польщі). Належить до Переворського повіту Підкарпатського воєводства.

## Історія
1498 року місто було дощенту знищене під час нападу татар. 1612 року за сприяння дідички Ярослава Анни де Штангенберґ Острозької — вдови волинського воєводи князя Олександра Острозького — було відновлено парафію РКЦ в місті. Наприкінці 18 століття дідичами були князі Сангушки. 
Відповідно до «Географічного словника Королівства Польського» в 1882 р. Каньчуга знаходилась у Ланцутському повіті Королівства Галичини і Володимирії, було 2292 мешканці, з них 1213 римо-католиків, 130 греко-католиків і 949 юдеїв. На той час унаслідок півтисячоліття латинізації та полонізації українці лівобережного Надсяння опинилися в меншості.
27 березня 1934 р. Кальчуга отримала статус міста.

## Церква
Мурована церква Покрови Пресвятої Богородиці збудована в 1740 р., відновлена в 1911 р., до 1930 р. була дочірньою церквою парохії Кречовичі. Одночасно церква була осідком Каньчузького деканату Перемишльської єпархії УГКЦ до 1920 р., коли було ліквідовано деканат, а більшість парохій віднесені до новоствореного Лежайського деканату. В 1930 р. церква стала парохіяльною, до парохії входили також 10 сіл (Лопушка Мала, Лопушка Велика, Манастир, Нижатичі, Микуличі, Сідлечка, Острів, Жуклин, Журовички, Ужейовичі). Після виселення українців у 1945 р. церква перетворена на склад, у 1995 р. — на костел.
Кількість греко-католиків у місті: 1831 — 186, 1849 — 148, 1869 — 149, 1889 — 130, 1909 — 130, 1928 — 584, 1939 — 241.

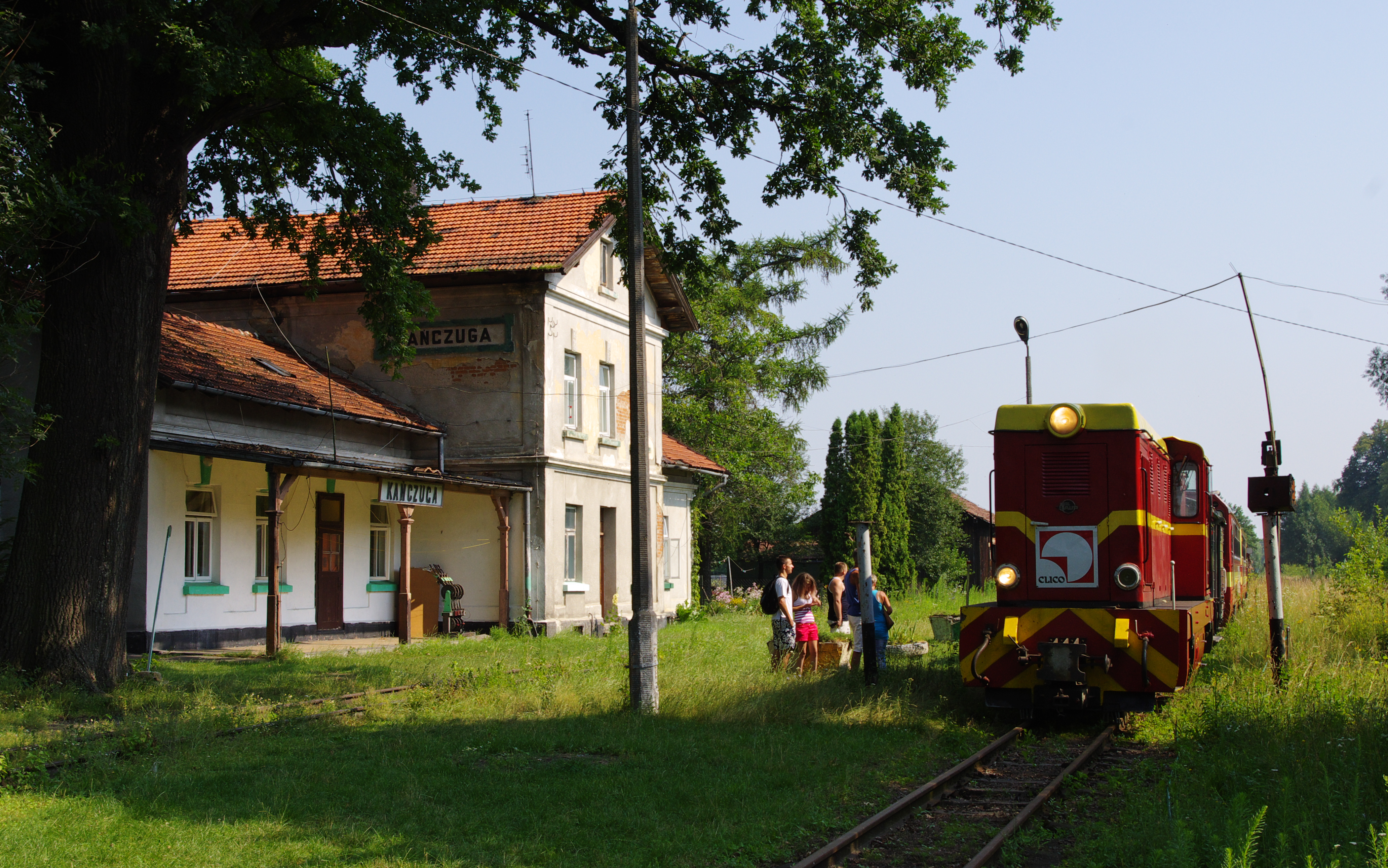
Станція в Каньчузі

## Транспорт
Місто має залізничне сполучення вузькоколійкою. У 1904 р. прокладена залізниця Динів — Переворськ зі станцією Каньчуга.

## Демографія
Демографічна структура станом на 31 березня 2011 року:
|          | Загалом | Допрацездатний вік | Працездатний вік | Постпрацездатний вік |
| -------- | ------- | ------------------ | ---------------- | -------------------- |
| Чоловіки | 1578    | 267                | 1192             | 119                  |
| Жінки    | 1651    | 281                | 1108             | 262                  |
| Разом    | 3229    | 548                | 2300             | 381                  |